# Ilex barahonica
Ilex barahonica är en järneksväxtart som beskrevs av Loesener. Ilex barahonica ingår i släktet järnekar, och familjen järneksväxter. Inga underarter finns listade i Catalogue of Life.